# Persone di cognome Bailey
| Questa pagina contiene informazioni ricavate automaticamente dalle voci biografiche con l'ausilio del template Bio e di un bot. L'aggiornamento è periodico e automatico e ricostruisce completamente la pagina. Se manca una persona in questa lista, sei pregato di non aggiungerla, ma accertati piuttosto che la sua voce biografica contenga il template Bio e che i dati anagrafici siano correttamente compilati. Se il template Bio manca, inseriscilo tu stesso o, in alternativa, metti l'avviso {{tmp\|Bio}} che ne segnala la mancanza. Se i dati riportati sono sbagliati, correggi direttamente la voce biografica; le modifiche saranno visibili in questa lista entro pochi giorni. Per chiarimenti vedi il progetto antroponimi. La lista contiene solo le 106 persone che sono citate nell'enciclopedia e per le quali è stato implementato correttamente il template Bio. Pagina aggiornata al 23 lug 2025. |

Questa è una lista di persone presenti nell'enciclopedia che hanno il cognome Bailey, suddivise per attività principale.

## Allenatori di calcio(1)
- Roy Bailey, allenatore di calcio e calciatore inglese (Epsom, n. 1932 - † 1993)

## Allenatori di pallacanestro(1)
- Kyle Bailey, allenatore di pallacanestro e ex cestista statunitense (Fairbanks, n. 1982)

## Animatori(1)
- Chris Bailey, animatore e regista statunitense (Portland, n. 1962)

## Astronomi(1)
- Solon Irving Bailey, astronomo statunitense (Lisbon, n. 1854 - Boston, † 1931)

## Attori(12)
- Bill Bailey, attore, comico e musicista inglese (Bath, n. 1965)
- Colley Bailey, attore statunitense (Mountain Home)
- Eion Bailey, attore statunitense (Santa Ynez, n. 1976)
- G. W. Bailey, attore statunitense (Port Arthur, n. 1944)
- Jarrod Bailey, attore statunitense (Phoenix, n. 1996)
- Jack Bailey, attore e conduttore televisivo statunitense (Hampton, n. 1907 - Santa Monica, † 1980)
- Jonathan Bailey, attore britannico (Wallingford, n. 1988)
- Mike Bailey, attore britannico (Bristol, n. 1988)
- Preston Bailey, attore statunitense (Portland, n. 2000)
- Raymond Bailey, attore statunitense (San Francisco, n. 1904 - Irvine, † 1980)
- Scott Bailey, attore statunitense (Florissant, n. 1978)
- William Bailey, attore statunitense (Omaha, n. 1886 - Hollywood, † 1962)

## Attrici(6)
- Candace Bailey, attrice televisiva statunitense (Birmingham, n. 1982)
- Halle Bailey, attrice e cantautrice statunitense (Atlanta, n. 2000)
- Madison Bailey, attrice statunitense (Kernersville, n. 1999)
- Marion Bailey, attrice britannica (Bushey, n. 1951)
- Pearl Bailey, attrice e cantante statunitense (Newport News, n. 1918 - Filadelfia, † 1990)
- Dulcie Gray, attrice, cantante e scrittrice britannica (Kuala Lumpur, n. 1915 - Hillingdon, † 2011)

## Autrici di videogiochi(1)
- Dona Bailey, autrice di videogiochi statunitense (Little Rock, n. 1955)

## Banchieri(1)
- Andrew Bailey, banchiere britannico (Leicester, n. 1959)

## Bassisti(2)
- Steve Bailey, bassista statunitense (Myrtle Beach, n. 1960)
- Victor Bailey, bassista statunitense (Filadelfia, n. 1960 - † 2016)

## Batteristi(1)
- Colin Bailey, batterista britannico (Swindon, n. 1934 - † 2021)

## Biatleti(1)
- Lowell Bailey, biatleta statunitense (Siler City, n. 1981)

## Botanici(2)
- John Frederick Bailey, botanico australiano (n. 1866 - † 1938)
- William Whitman Bailey, botanico e chimico statunitense (West Point, n. 1843 - Providence, † 1914)

## Calciatori(8)
- Gary Bailey, ex calciatore inglese (Ipswich, n. 1958)
- Horace Bailey, calciatore inglese (Derby, n. 1881 - Biggleswade, † 1960)
- James Bailey, ex calciatore inglese (Bollington, n. 1988)
- John Bailey, ex calciatore inglese (Liverpool, n. 1957)
- Mike Bailey, ex calciatore e allenatore di calcio inglese (Wisbech, n. 1942)
- Nicky Bailey, ex calciatore inglese (Londra, n. 1984)
- Norman Bailey, calciatore inglese (n. 1857 - † 1923)
- Roberto Bailey, calciatore honduregno (n. 1952 - Atlántida, † 2019)

## Canottieri(1)
- Alan Bailey, canottiere canadese (York, n. 1881 - L'Avana, † 1961)

## Cantanti(4)
- Chloe Bailey, cantante e attrice statunitense (Atlanta, n. 1998)
- Capleton, cantante giamaicano (Islington, n. 1967)
- Mildred Bailey, cantante statunitense (Tekoa, n. 1907 - Poughkeepsie, † 1951)
- Sam Bailey, cantante britannica (Leicester, n. 1977)

## Cantautori(1)
- Philip Bailey, cantautore statunitense (Denver, n. 1951)

## Cantautrici(1)
- Elles Bailey, cantautrice britannica (Bristol, n. 1996)

## Cestiste(1)
- Jasmine Bailey, cestista statunitense (St. Louis, n. 1990)

## Cestisti(12)
- Gus Bailey, cestista statunitense (Gibson, n. 1951 - New Orleans, † 1988)
- Toby Bailey, ex cestista statunitense (Los Angeles, n. 1975)
- Ace Bailey, cestista statunitense (n. 2006)
- Amari Bailey, cestista statunitense (New Orleans, n. 2004)
- Bryan Bailey, ex cestista e allenatore di pallacanestro statunitense (Hempstead, n. 1980)
- Carl Bailey, ex cestista statunitense (Birmingham, n. 1958)
- Cedric Bailey, cestista statunitense († 2018)
- Damon Bailey, ex cestista e allenatore di pallacanestro statunitense (Heltonville, n. 1971)
- David Bailey, ex cestista statunitense (Chicago, n. 1981)
- James Bailey, ex cestista statunitense (Dublin, n. 1957)
- Maurice Bailey, ex cestista statunitense (Bronx, n. 1981)
- Thurl Bailey, ex cestista statunitense (Washington, n. 1961)

## Chirurghi(1)
- Leonard L. Bailey, chirurgo statunitense (Takoma Park, n. 1942 - Redlands, † 2019)

## Chitarristi(1)
- Derek Bailey, chitarrista inglese (Sheffield, n. 1930 - Londra, † 2005)

## Direttori della fotografia(1)
- John Bailey, direttore della fotografia e regista statunitense (Moberly, n. 1942 - Los Angeles, † 2023)

## Doppiatrici(1)
- Laura Bailey, doppiatrice, direttrice del doppiaggio e attrice statunitense (Biloxi, n. 1981)

## Drammaturghi(1)
- Bert Bailey, commediografo, attore e regista neozelandese (Auckland, n. 1868 - † 1953)

## Economisti(1)
- Samuel Bailey, economista e filosofo britannico (Sheffield, n. 1791 - † 1870)

## Esoteriste(1)
- Alice Bailey, esoterista, astrologa e teosofa britannica (Manchester, n. 1880 - New York, † 1949)

## Fotografi(1)
- David Bailey, fotografo britannico (Londra, n. 1938)

## Giocatori di football americano(11)
- Allen Bailey, giocatore di football americano statunitense (Sapelo Island, n. 1989)
- Alvin Bailey, giocatore di football americano statunitense (Broken Arrow, n. 1991)
- Dan Bailey, giocatore di football americano statunitense (Oklahoma City, n. 1988)
- Dion Bailey, giocatore di football americano statunitense (Carson, n. 1992)
- Jake Bailey, giocatore di football americano statunitense (Phoenix, n. 1997)
- Jim Bailey, ex giocatore di football americano statunitense (Kansas City, n. 1948)
- Karsten Bailey, ex giocatore di football americano statunitense (Newnan, n. 1975)
- Markus Bailey, giocatore di football americano statunitense (n. 1997)
- Rodney Bailey, ex giocatore di football americano statunitense (Cleveland, n. 1979)
- Champ Bailey, ex giocatore di football americano statunitense (Fort Campbell, n. 1978)
- Stedman Bailey, giocatore di football americano statunitense (Miramar, n. 1990)

## Hockeisti su ghiaccio(2)
- Garnet Bailey, hockeista su ghiaccio e allenatore di hockey su ghiaccio canadese (Lloydminster, n. 1948 - New York, † 2001)
- Ace Bailey, hockeista su ghiaccio canadese (Bracebridge, n. 1903 - Toronto, † 1992)

## Illustratori(1)
- Vernon Howe Bailey, illustratore, pittore e regista statunitense (Camden, n. 1874 - New York, † 1953)

## Ingegneri(1)
- Donald Bailey, ingegnere britannico (Roherham, n. 1901 - Bournemouth, † 1985)

## Matematici(1)
- David Harold Bailey, matematico e informatico statunitense (n. 1948)

## Militari(1)
- Millie Bailey, militare e funzionaria statunitense (Washington, n. 1918 - Ellicott City, † 2022)

## Neurologi(1)
- Pearce Bailey, neurologo e psichiatra statunitense (n. 1865 - † 1922)

## Pallanuotisti(1)
- Ryan Bailey, pallanuotista statunitense (Long Beach, n. 1975)

## Pallavoliste(1)
- Autumn Bailey, pallavolista canadese (Burlington, n. 1995)

## Piloti automobilistici(1)
- Julian Bailey, ex pilota automobilistico britannico (Woolwich, n. 1961)

## Poeti(1)
- Philip James Bailey, poeta inglese (Nottingham, n. 1816 - Nottingham, † 1902)

## Politiche(2)
- Jenny Bailey, politica britannica (Doncaster, n. 1962)
- Kay Bailey Hutchison, politica statunitense (Galveston, n. 1943)

## Poliziotti(1)
- Eric George Bailey, poliziotto australiano (Tenterfield, n. 1906 - Orange, † 1945)

## Produttori cinematografici(1)
- Sean Bailey, produttore cinematografico e produttore televisivo statunitense (Houston)

## Rapper(1)
- Fredo, rapper britannico (Queen's Park, n. 1994)

## Rugbisti a 15(1)
- Mark Bailey, ex rugbista a 15 e storico britannico (Castleford, n. 1960)

## Scrittori(2)
- H. C. Bailey, scrittore inglese (Londra, n. 1878 - † 1961)
- Paul Bailey, scrittore, anglista e biografo britannico (Londra, n. 1937 - Londra, † 2024)

## Stilisti(1)
- Christopher Bailey, stilista britannico (Yorkshire, n. 1971)

## Taekwondoka(1)
- Asia Bailey, taekwondoka britannica (Falkirk, n. 1997)

## Tiratori a segno(1)
- Henry Bailey, tiratore a segno statunitense (Colleton County, n. 1893 - Walterboro, † 1972)

## Velociste(2)
- Aleen Bailey, velocista giamaicana (Saint Mary, n. 1980)
- Angela Bailey, velocista canadese (Coventry, n. 1962 - Toronto, † 2021)

## Velocisti(5)
- Daniel Bailey, velocista antiguo-barbudano (Saint John's, n. 1986)
- McDonald Bailey, velocista britannico (Hardbargin, n. 1920 - Port of Spain, † 2013)
- Christopher Bailey, velocista statunitense (Atlanta, n. 2000)
- Donovan Bailey, ex velocista canadese (Manchester, n. 1967)
- Ryan Bailey, velocista e bobbista statunitense (Portland, n. 1989)